# Gunpowder (thé)
Pour les articles homonymes, voir Gunpowder.
Le Gunpowder (litt. « poudre à canon » en anglais) est un thé vert chinois originaire de la province du Zhejiang. Il doit son nom à ses feuilles roulées en billes. Les Chinois l'appellent 珠茶 (zhūchá, « perles de thé »).
Les pays du Maghreb (le Maroc, l'Algérie et la Tunisie) importent du Gunpowder pour servir de base au thé à la menthe.
La production du Gunpowder remonte à la dynastie Tang (618–907) mais son introduction à Taïwan ne date que des années 1800.
Des feuilles brillantes indiquent un thé jeune et témoignent d'une bonne qualité.

## Variétés
Temple of Heaven Gunpowder ou Pinhead Gunpowderde grade élevé, belles couleur et infusion.
Formosa Gunpowderoriginaire de Taïwan et préparé comme le Gunpowder, il possède cependant ses caractéristiques propres.
Ceylon Gunpowderune variété cultivée au Sri Lanka, généralement au-delà de 1 800 mètres d'altitude.